# Pichi Leufú
Pichi Leufú es un paraje del Departamento Pilcaniyeu, en la provincia de Río Negro, Argentina. El origen de esta localidad está dado por la estación de ferrocarril del mismo nombre. Está ubicada en la posición geográfica 41°08′08″S 70°39′39″O / -41.13556, -70.66083.

## Toponimia
El nombre de esta localidad tiene su origen en un arroyo cercano que se llama Pichi Leufú, y que corresponde a un vocablo araucano que significa río o arroyo pequeño.